# Aulx-lès-Cromary

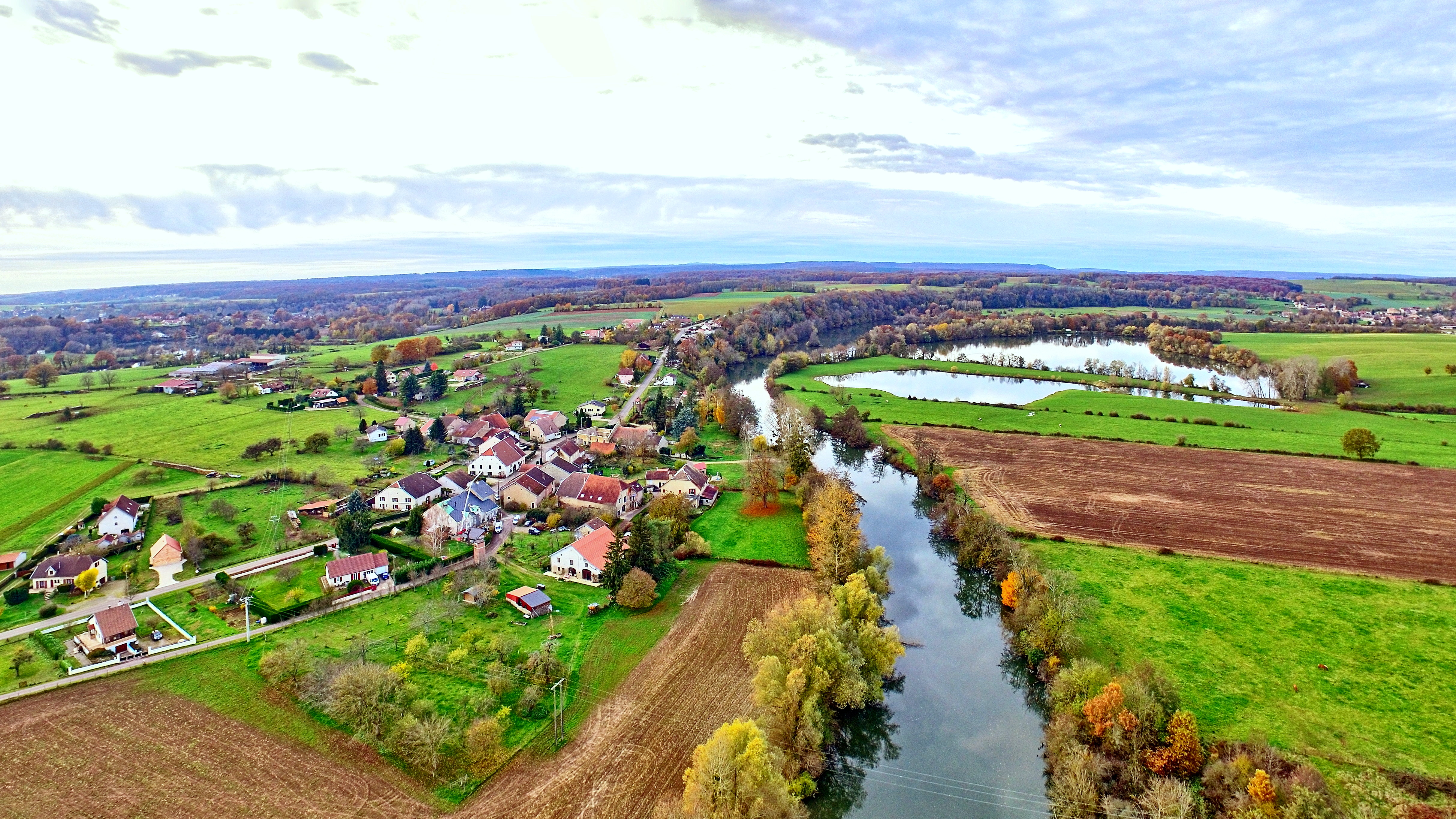
Das Dorf am Ufer des Ognon

Aulx-lès-Cromary ist eine Gemeinde im französischen Département Haute-Saône in der Region Bourgogne-Franche-Comté.

## Geographie
Aulx-lès-Cromary liegt auf einer Höhe von 230 m über dem Meeresspiegel, sechs Kilometer südsüdöstlich von Rioz und etwa 16 Kilometer nordnordöstlich der Stadt Besançon (Luftlinie). Das Dorf erstreckt sich im Süden des Départements in der breiten Talebene des Ognon, der hier mit einer großen Schleife nach Süden ausgreift, nördlich des Höhenzuges des Fort de la Dame Blanche (Grande Côte).
Die Fläche des 4,33 km² großen Gemeindegebiets umfasst einen Abschnitt des mittleren Ognon-Tals. Die südliche und östliche Grenze verläuft meist entlang dem Ognon. Dieser zeichnet hier einen großen Bogen und fließt durch eine Alluvialebene, die eine Breite von ein bis zwei Kilometern aufweist und durchschnittlich auf 220 m liegt. Wegen des hohen Grundwasserspiegels sind ehemalige Sandgruben heute mit Wasser gefüllt und dienen für verschiedene Freizeitaktivitäten. Vom Flusslauf erstreckt sich das Gemeindeareal nordwärts über die Talebene bis auf das angrenzende Plateau, das teils bewaldet, teils mit Acker- und Wiesland bestanden ist. Es besteht aus einer Wechsellagerung von kalkigen und sandig-mergeligen Schichten aus der oberen Jurazeit. Mit 273 m wird hier die höchste Erhebung von Aulx-lès-Cromary erreicht. Nach Westen reicht der Gemeindeboden über das Plateau bis in den waldigen Taleinschnitt des Ruisseau de Malgérard, eines rechten Zuflusses des Ognon.
Nachbargemeinden von Aulx-lès-Cromary sind Chambornay-lès-Bellevaux im Norden, Thurey-le-Mont im Osten, Moncey, Venise und Palise im Süden sowie Cromary und Sorans-lès-Breurey im Westen.

## Geschichte
Erstmals urkundlich erwähnt wird Aulx im Jahr 1229. Es war damals im Besitz des Klosters Bellevaux. Im Mittelalter gehörte Aulx zur Freigrafschaft Burgund und darin zum Gebiet des Bailliage d’Amont. Zusammen mit der Franche-Comté gelangte das Dorf mit dem Frieden von Nimwegen 1678 definitiv an Frankreich. Heute ist Aulx-lès-Cromary Mitglied des 33 Ortschaften umfassenden Gemeindeverbandes Communauté de communes du Pays Riolais.

## Sehenswürdigkeiten
Das Château de la Vaivre im Ognontal gegenüber von Palise wurde im 16. Jahrhundert erbaut und war Wohnsitz des Maréchal von Moncey. Im Ortskern sind verschiedene Häuser aus dem 18. und 19. Jahrhundert erhalten, die den charakteristischen Stil der Haute-Saône zeigen.

## Bevölkerung
| Jahr                       | 1962 | 1968 | 1975 | 1982 | 1990 | 1999 |
| Einwohner                  | 73   | 75   | 89   | 113  | 138  | 138  |
| Quellen: Cassini und INSEE |      |      |      |      |      |      |

Mit 149 Einwohnern (2005) gehört Aulx-lès-Cromary zu den kleinen Gemeinden des Département Haute-Saône. Nachdem die Einwohnerzahl in der ersten Hälfte des 20. Jahrhunderts abgenommen hatte (1906 wurden noch 128 Personen gezählt), wurde seit Beginn der 1970er Jahre wieder ein kontinuierliches Bevölkerungswachstum verzeichnet.

## Wirtschaft und Infrastruktur
Aulx-lès-Cromary war bis weit ins 20. Jahrhundert hinein ein vorwiegend durch die Landwirtschaft (Ackerbau, Obstbau und Viehzucht) geprägtes Dorf. Die Ausbeutung von Sandgruben im Ognontal wurde mittlerweile aufgegeben. Heute gibt es verschiedene Betriebe des lokalen Kleingewerbes. In den letzten Jahrzehnten hat sich das Dorf zu einer Wohngemeinde gewandelt. Viele Erwerbstätige sind deshalb Wegpendler, die in den größeren Ortschaften der Umgebung und in der Agglomeration Besançon ihrer Arbeit nachgehen.
Die Ortschaft liegt abseits der größeren Durchgangsachsen an einer Departementsstraße, die von Rioz nach Chaudefontaine führt. Der nächste Anschluss an die Autobahn A36 befindet sich in einer Entfernung von ungefähr 8 km. Weitere Straßenverbindungen bestehen mit Cromary und Cirey.